# 新北市蘆洲區忠義國民小學
新北市蘆洲區忠義國民小學是一所位在新北市蘆洲區的公立小學，是蘆洲成立的第五所國民小學。

## 校史
忠義國民小學在都市計劃為文小(五)校用地（時間不明）。
- 1998年12月18日，台北縣政府核定校名為「台北縣蘆洲市忠義國民小學」[2]。
- 1999年8月1日，正式設校，劉書誌為首任校長[2]。
- 2002年7月29日，第一期校舍工程完工，地址為新北市蘆洲區光榮路30號[3]。
- 2007年10月15日，向蘆洲戶政事務所申請學校門牌號碼更正，於同日起地址從光榮路30號改為光榮路99號[2]。

## 學區

### 所屬學區
南港里、永樂里1至19鄰、中原里1至8鄰及25鄰、保新里9至12鄰、正義里（7、15至17鄰除外）

### 自由學區
保佑里、光明里15鄰（和蘆洲國小為自由學區）、永樂里20至27鄰、正義里7、15至17鄰（和成功國小為自由學區）

## 來源
1. ↑  擬定蘆洲都市計畫細部計畫書 的存檔，存档日期2015-12-22.
2. 1 2 3  .   [2015-12-14]. （原始内容存档于2016-01-19）.
3. ↑  .   [2013-08-28]. （原始内容存档于2014-05-03）.
4. ↑  104學年度國小學區[永久]（第59頁）

## 外部連結
- 蘆洲區忠義國民小學
- 忠義國小粉絲團（Facebook）